# Bitwa pod Poniecem
Bitwa pod Poniecem – starcie zbrojne, które miało miejsce 7 listopada 1704 roku podczas III wojny północnej.

## Opis bitwy
Bitwa stoczona została w pobliżu miejscowości Poniec przez kawaleryjską armię szwedzką (7 000 żołnierzy) dowodzoną przez króla Karola XII z korpusem saskim (4 900 żołnierzy) dowodzonym przez generała Johanna Matthiasa von der Schulenburga.
Ścigany przez Karola XII (7 000 jazdy) generał Schulenburg (4 000 piechoty i 900 jazdy) wieczorem 7 listopada doszedł do wniosku, że nie zdąży uciec Szwedom. Postanowił zatem stoczyć bitwę obronną pod Poniecem, na północ od wsi Janiszewo. Sasi ustawili się w dwie linie, przy czym w centrum stanęła większość piechoty, a na skrzydłach nieliczna jazda wzmocniona dwoma batalionami. Działa ustawione zostały między obu liniami. Nocą 8 listopada jazda szwedzka z marszu rozproszyła jazdę saską i rozbiła dwa saskie bataliony. Jednak szarża Szwedów na saskie centrum załamała się w zmasowanym ogniu piechoty i artylerii. Wykorzystując korzystne warunki terenowe Sasi ustawili się w czworobok. Z tyłu przed szarżą chronił ich las, a z przodu rów. Szwedzi szarżowali aż pięć razy, jednak bez powodzenia. Gdy Karol XII wycofał się do Ponieca, Johann Matthias von der Schulenburg natychmiast to wykorzystał, zostawił rannych i ruszył w kierunku Odry. Zdążył przeprawić swe wojska, zanim na drugim brzegu pojawiła się jazda szwedzka. 
W bitwie Sasi stracili 500 ludzi i 1 działo, Szwedzi natomiast 1 500 ludzi. Bitwa taktycznie była nierozstrzygnięta, strategicznie natomiast wygrał ją jednak generał Schulenburg, który zdołał uratować swój korpus przed zniszczeniem. Nie zmieniło to faktu, że bitwa ta była ukoronowaniem udanej dla Karola XII kampanii roku 1704, w wyniku której Wielkopolska została całkowicie oczyszczona z wojsk saskich.